# Clos des Fleurs
Pour les articles homonymes, voir Rue des Fleurs.
Le clos des Fleurs (en néerlandais : Bloemengaarde) est un clos bruxellois de la commune de Schaerbeek accessible par l'avenue des Jardins.
La numérotation des habitations va de 1 à 5 de manière continue. Le clos fait partie du quartier des Jardins.